# 小林宏之 (サッカー選手)
小林 宏之（こばやし ひろゆき、1980年4月18日 - ）は、北海道出身のサッカー指導者・元プロサッカー選手。現役時代のポジションはディフェンダー（センターバック）。

## 来歴
清水商業高校（一学年上に小野伸二がいた。）、筑波大学を経て2003年にJ1・浦和レッズに入団。同年はリーグ開幕戦から3試合連続で先発起用されたが、第4節以降は出場機会が無かった。翌2004年はリーグ戦1試合のみの出場であった。
2005年にJ1昇格を果たした川崎フロンターレに期限付き移籍するも、プロ入り後初の公式戦出場無しに終わる。翌2006年には横浜FCに完全移籍、J2優勝を経験したが同年限りで契約非更新となり横浜FCを退団した。
2007年、北信越リーグ1部のフェルヴォローザ石川・白山FCに移籍。その後発覚した経営難の影響で同年7月にTDK SC（現：ブラウブリッツ秋田）に移籍した。
2008年、J1・大分トリニータに完全移籍で加入。前年7月に大分の練習に参加した際、監督のペリクレス・シャムスカに高く評価された事が移籍の理由となった。同年は主に途中出場で公式戦22試合に出場、ナビスコカップ決勝・清水エスパルス戦では後半アディショナルタイムから途中出場し、優勝の瞬間をピッチの上で迎えた。
2011年、以前所属していたTDK SCからクラブチーム化したブラウブリッツ秋田に加入、主将を務めた。2012年をもって現役を引退した。
2015年より札幌光星高等学校サッカー部監督に就任。保健体育科教諭も務めている。

## 所属クラブ
- 静岡市立清水商業高等学校
- 筑波大学
- 2003年 - 2005年  浦和レッドダイヤモンズ
  - 2005年  川崎フロンターレ （期限付き移籍）
- 2006年  横浜FC
- 2007年 - 2007年7月  フェルヴォローザ石川・白山FC
- 2007年8月 - 12月  TDK SC
- 2008年 - 2010年  大分トリニータ
- 2011年 - 2012年  ブラウブリッツ秋田

## 個人成績
| 国内大会個人成績 | 国内大会個人成績 | 国内大会個人成績 | 国内大会個人成績 | 国内大会個人成績 | 国内大会個人成績 | 国内大会個人成績 | 国内大会個人成績 | 国内大会個人成績 | 国内大会個人成績 | 国内大会個人成績 | 国内大会個人成績 |
| 年度             | クラブ           | 背番号           | リーグ           | リーグ戦         | リーグ戦         | リーグ杯         | リーグ杯         | オープン杯       | オープン杯       | 期間通算         | 期間通算         |
| 年度             | クラブ           | 背番号           | リーグ           | 出場             | 得点             | 出場             | 得点             | 出場             | 得点             | 出場             | 得点             |
| 日本             | 日本             | 日本             | 日本             | リーグ戦         | リーグ戦         | リーグ杯         | リーグ杯         | 天皇杯           | 天皇杯           | 期間通算         | 期間通算         |
| ---------------- | ---------------- | ---------------- | ---------------- | ---------------- | ---------------- | ---------------- | ---------------- | ---------------- | ---------------- | ---------------- | ---------------- |
| 1999             | 筑波大           | 24               | -                | -                | -                | -                | -                | 1                | 0                | 1                | 0                |
| 2002             | 筑波大           | 4                | -                | -                | -                | -                | -                | 1                | 0                | 1                | 0                |
| 2003             | 浦和             | 27               | J1               | 3                | 0                | 3                | 0                | 0                | 0                | 6                | 0                |
| 2004             | 浦和             | 22               | J1               | 1                | 0                | 0                | 0                | 0                | 0                | 1                | 0                |
| 2005             | 川崎             | 15               | J1               | 0                | 0                | 0                | 0                | 0                | 0                | 0                | 0                |
| 2006             | 横浜FC           | 19               | J2               | 16               | 0                | -                | -                | 1                | 0                | 17               | 0                |
| 2007             | 石川・白山       | 5                | 北信越1部        | 13               | 1                | -                | -                | -                | -                | 13               | 1                |
| 2007             | TDK              | 29               | JFL              | 8                | 0                | -                | -                | 4                | 0                | 12               | 0                |
| 2008             | 大分             | 25               | J1               | 13               | 0                | 8                | 1                | 1                | 0                | 22               | 1                |
| 2009             | 大分             | 25               | J1               | 14               | 0                | 2                | 0                | 0                | 0                | 16               | 0                |
| 2010             | 大分             | 25               | J2               | 14               | 0                | -                | -                | 0                | 0                | 14               | 0                |
| 2011             | 秋田             | 2                | JFL              | 28               | 0                | -                | -                | 2                | 0                | 30               | 0                |
| 2012             | 秋田             | 5                | JFL              | 14               | 0                | -                | -                | 0                | 0                | 14               | 0                |
| 通算             | 日本             | 日本             | J1               | 31               | 0                | 13               | 1                | 1                | 0                | 45               | 1                |
| 通算             | 日本             | 日本             | J2               | 30               | 0                | -                | -                | 1                | 0                | 31               | 0                |
| 通算             | 日本             | 日本             | JFL              | 50               | 0                | -                | -                | 6                | 0                | 56               | 0                |
| 通算             | 日本             | 日本             | 北信越1部        | 13               | 1                | -                | -                | 0                | 0                | 13               | 1                |
| 通算             | 日本             | 日本             | 他               | -                | -                | -                | -                | 2                | 0                | 2                | 0                |
| 総通算           | 総通算           | 総通算           | 総通算           | 124              | 1                | 13               | 1                | 10               | 0                | 147              | 2                |

- Jリーグ初出場 - 2003年3月22日 鹿島アントラーズ戦 (茨城県立カシマサッカースタジアム)

## タイトル

### クラブ
筑波大学
- 全日本大学サッカー選手権大会（2002年）

浦和レッズ
- J1リーグ 2ndステージ（2004年）
- Jリーグカップ（2003年）

横浜FC
- J2リーグ（2006年）

大分トリニータ
- Jリーグカップ（2008年）

### 代表
ユニバーシアード日本代表
- ユニバーシアード北京大会（2001年）

## 出場大会
- U-16日本代表
  - U-16アジアユース選手権 (1996年)
- ユニバーシアード日本代表
  - 北京大会（2001年）

## 指導歴
- 2015年 - 札幌光星高等学校サッカー部 監督